# Paranaíta
Paranaíta – miasto i gmina w Brazylii, w stanie Mato Grosso.